# Dovedale
Dovedale é uma vila localizada no Distrito Central em Botswana. Possuía, em 2011, uma população estimada de 832 habitantes.